# 埃里克·貝爾根
埃里克·貝爾根（英語：Erich Bergen，1985年9月23日—）是美國的一位演員。他最著名的作品包括電影《澤西男孩》。他也曾經出演過《緋聞女孩》等電視劇。